# تپه غرب پادگان قوچان
تپه غرب پادگان قوچان مربوط به اواخر هزاره دوم پیش از میلاد است و در قوچان، غرب پادگان شهر واقع شده و این اثر در تاریخ ۲۳ فروردین ۱۳۴۶ با شمارهٔ ثبت ۶۸۶ به‌عنوان یکی از آثار ملی ایران به ثبت رسیده است.